# Ko van Dijk jr.
Ko van Dijk (junior) (Amsterdam, 25 juli 1916 – Den Haag, 6 mei 1978) was een Nederlands toneel-, televisie-, film- en hoorspelacteur en daarnaast toneelregisseur. Hij speelde in 46 jaar ruim 300 rollen, op toneel, in televisieseries, speelfilms en hoorspelen.

## Familie en karakter
Zijn ouders Ko van Dijk en Jetty Riecker waren acteurs. Van Dijk besloot, nadat hij voor de derde keer in de eerste klas van de ULO was blijven zitten, op zestienjarige leeftijd zijn vaders voorbeeld te volgen en acteur te worden; hij werd echter tot drie keer toe niet toegelaten tot de toneelschool. Zijn vader nam hem vervolgens onder zijn hoede en gaf hem een plaats in zijn gezelschap Het Schouwtooneel. Na het overlijden van zijn vader in 1937, ging hij werken bij Louis Saalborn, die hij beschouwde als een tweede vader. Hij speelde met het gezelschap van Saalborn in het Rika Hopper Theater in Amsterdam, vaak voor een vrijwel lege zaal. Hier kreeg hij rollen toebedeeld die ver boven zijn kunnen lagen en hem aanspoorden tot betere prestaties. In 1940 vertrok hij naar het Centraal Tooneel dat onder leiding stond van Louis de Bree, David Sluizer en Cees Laseur en dat het Centraal Theater in Amsterdam als thuisbasis had.
Als kind van een acteursechtpaar genoot Van Dijk een zeer vrije opvoeding, wat waarschijnlijk mede leidde tot zijn moeilijk beheersbare en egocentrische gedrag. Van Dijk was een emotioneel mens, soms driftig, soms vrolijk of bedroefd, maar altijd uitbundig. Hij trouwde zes keer, achtereenvolgens met

- Emma Lucretia (Emmy) Scholte (1904–2003), moeder van een tweeling, Mensendiecktherapeute;
- Elly van Stekelenburg, actrice;
- Ellen de Thouars, actrice;
- Teddy Schaank, actrice en (uit een andere verbintenis) moeder van de actrice Linda van Dyck);
- Barbara Verkaik, toneelkleedster en
- Pia van den Hurk, verpleegkundige, dochter van de bekende Drentse verzetsstrijder Peter van den Hurk, die hij in het ziekenhuis waar zij werkte, had ontmoet, toen hij aan zijn heup werd geopereerd.
Alle huwelijken eindigden in een echtscheiding. Alleen uit zijn laatste huwelijk werden kinderen geboren: twee zoons, Peter-Jan en Kees.

## Loopbaan
Van Dijk debuteerde in 1932 in "De Kingsfordschool", een stuk van Cissy van Marxveldt. Hij speelde vervolgens onder meer in stukken van Vondel ("Gijsbrecht van Aemstel"), Shakespeare ("De Koopman van Venetië" en "De Getemde Feeks") en Bredero ("De Klucht van de Koe"). In de oorlog werkte hij door en regisseerde hij enkele stukken (waaronder "Het Bonzend Hart" van Edgar Allan Poe) en was hij actief in het cabaret "De Koplamp" met Wim Ibo en Cees Laseur.

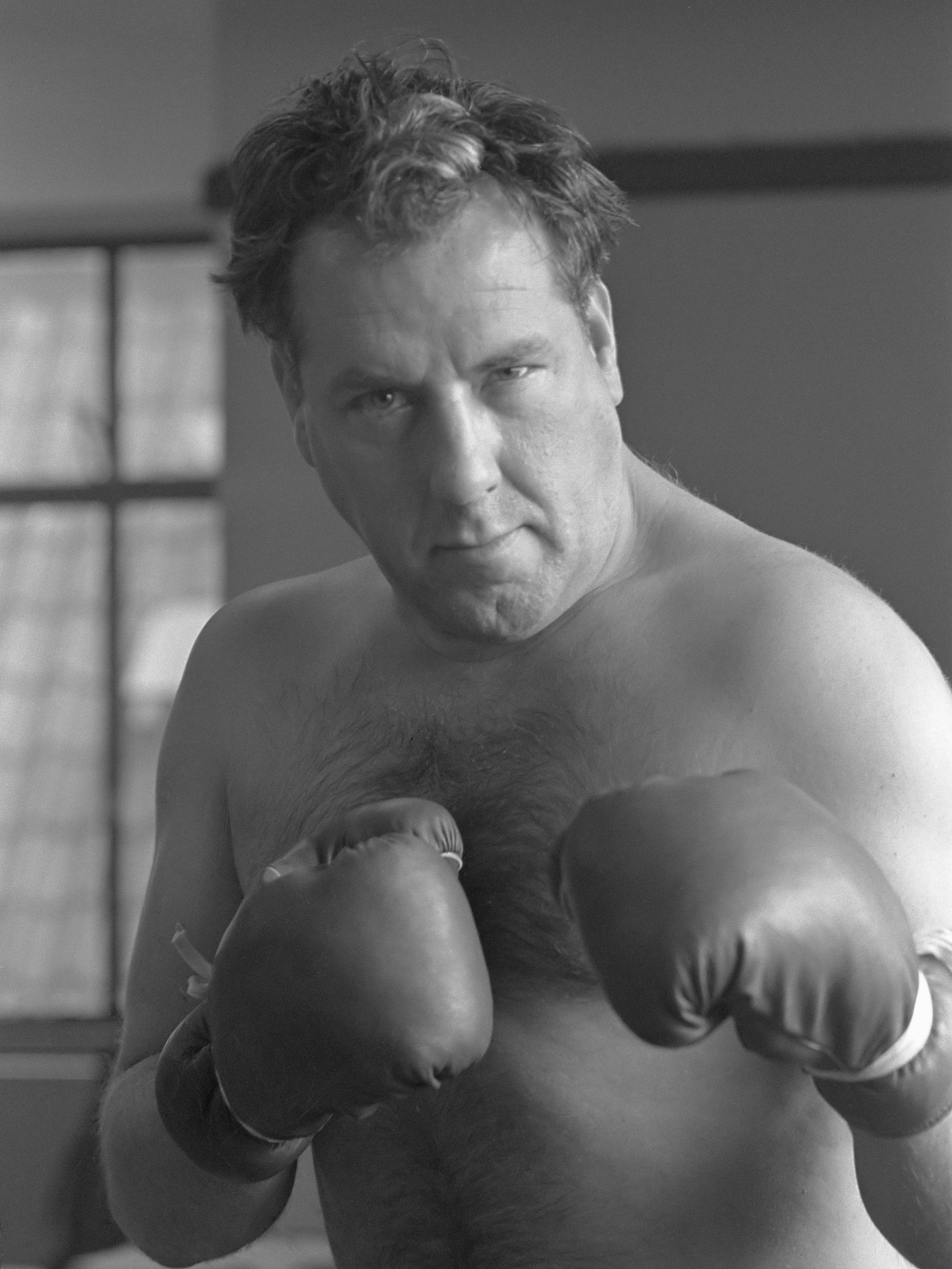
Ko van Dijk bereidt zich voor op "Requiem voor een zwaargewicht" (1959)

Van Dijks grote doorbraak kwam in de jaren vijftig met de stukken "De drie zusters", "Dood van een handelsreiziger" (als Bif), "Othello", "Van de brug af gezien" en "Hendrik IV". Hij werd in deze tijd twee keer benoemd tot acteur van het jaar. In 1957 zorgde Van Dijk voor veel ophef in de pers door de hem dat jaar toegekende "Louis d'Or" (de prijs voor de beste toneelspeler van het jaar) publiekelijk te weigeren. Hij was geïrriteerd over de jury, die in zijn rapport veel commentaar had op zijn manier van spelen en hem allerlei tips gaf om die te verbeteren. In 1972 ontving Van Dijk uit handen van Paul Steenbergen de Albert van Dalsumring.
Vanaf de jaren vijftig was Van Dijk ook actief als hoorspelacteur en speelde hij in televisiefilms en -series. Een stuk, waarmee hij veel succes oogstte en dat wel zijn doorbraak op televisie genoemd werd was "Requiem voor een zwaargewicht" (1959). Ook was hij te horen in de populaire hoorspelen "Mimoza", "Koek & ei" en "Biels en Co". Televisie en radio zorgden ervoor dat Van Dijk niet alleen bij het theaterpubliek, maar ook landelijk bekend werd. Het sluitstuk van zijn carrière in 1978 was zijn rol als Boer Bonte in de televisieserie "Dagboek van een herdershond", onder regie van Willy van Hemert. Hierna ging hij op tournee met het stuk "Herfst in Riga", waarin hij speelde met Mary Dresselhuys. De laatste voorstelling was op vrijdag 5 mei 1978.
Ko van Dijk overleed de dag erop, op zaterdag 6 mei, aan een verwaarloosde longontsteking, gevolgd door een hartinfarct, alleen in zijn flat in Den Haag, op 61-jarige leeftijd. Op dezelfde dag stierf ook zijn collega Piet Muijselaar.

## Begrafenis
Het lichaam van Van Dijk werd opgebaard in de Koninklijke Schouwburg te Den Haag, waar vrienden en collega's een erewacht betrokken. Vanuit de schouwburg werd Van Dijk op 11 mei overgebracht naar begraafplaats Westduin. Een lange stoet vakgenoten volgde de baar en langs de route stonden rijen bewonderaars. Jeroen Krabbé omschreef het gebeuren later als een staatsbegrafenis. "De mensen namen eerbiedig hun hoed af toen de stoet passeerde. Ik had nog nooit zoiets meegemaakt."

## Filmografie
- Pinokkio (animatiefilm, 1948) - de stem van Jantje Fatsoen
- Jenny (speelfilm, 1958) – de vader van Jenny, acteur
- Pension Hommeles (televisieserie, 1957-1959) – gastrol als Filmproducent
- Requiem voor een zwaargewicht (televisiefilm, 1959) – Mountain Malloy, bokser
- Het grote mes (televisiefilm, 1960) – rol onbekend
- De zaak M.P. (speelfilm, 1960) – Philidoor Peters
- De komiek (televisiefilm, 1962) – rol onbekend
- De opvolger (toneelregistratie, 1965)
- Box en Cox (televisiefilm, 1965) – rol onbekend
- Een Florentijns treurspel (televisiefilm, 1965) – Simone
- De man, de vrouw en de moord (televisiebewerking, 1966)
- Ja Zuster, Nee Zuster (televisieserie, 1967) – Johan de Groot (Afl., De knödel)
- Mooi weer vandaag (televisiebewerking, 1971) – Max
- Karakter (mini-serie, 1971) – Arend Barend Dreverhaven
- Uilenspiegel (televisieserie, 1973) – keizer Karel V
- Naakt over de schutting (speelfilm, 1973) – politie-inspecteur Joop de Heer
- Vader en zoon (televisieserie, 1974) – Buurman
- Durmazon (televisieserie, 1974-1975) – Sikkel
- Cyrano de Bergerac (toneelregistratie, 1975) – Le Bret
- Een Vuile Egoïst (toneelregistratie, 1976) – Victor
- Liefde half om half (televisiefilm, 1976) – Frank Foster
- Pygmalion (televisiefilm, 1976) – Alfred Doolittle
- Dagboek van een herdershond (televisieserie, 1978) – boer Nicolaas Bonte
- Standrecht (televisiefilm, 1977) – Passetti
- Marius, Fanny en César (televisieserie, 1977) – César
- Erik of het klein insectenboek (televisieserie, 1979) – Glimworm

## Hoorspel en radio
- Mimosa
- Albert de Koning in Koek & ei, (1957–1960)
- Biels en Co, (1968–1972)

## Onderscheidingen en prijzen
- Louis d’Or voor zijn rol in Tartuffe (1957) - door Van Dijk geweigerd.
- Albert van Dalsumring (1972).
- Gouden Televizierring voor Dagboek van een herdershond (1978).

### Audiostream
- AvroOpium-stream van 9:00 tot 24:10[dode link]
- Documentaire Film "Ko van Dijk Spelen met hartstocht" Productiejaar 2000, Lengte 54 minuten, productieland Nederland. Regisseur Paul Haenen, regisseur Coen Verbraak, producent Cees van Ede, V company NPS TV.

### Lectuur
- I. Schöffer, 'Dijk (jr.), Ko van (1916-1978)', in: Biografisch Woordenboek van Nederland 4 (1994)
- Theater Instituut Nederland
- Ko van Dijk op bdnwiki.nl, een Wikimediaproject voor bekende dode Nederlanders
- Guus Verstraete sr., Ko van Dijk. Amersfoort: Semper Agendo, 1973
- Tony van Verre, Tony van Verre ontmoette Ko van Dijk. Bussum: Gooische Uitgeverij, 1978

- Biografisch Portaal: 38898347
- Gemeinsame Normdatei: 1169592678
- International Standard Name Identifier: 0000 0001 2010 9917
- Library of Congress Control Number: no2011070536
- MusicBrainz: 2ec94892-c988-4ffb-af97-cb6b5d2252bd
- Nederlandse Thesaurus van Auteursnamen: 070466203
- Virtual International Authority File: 171177664
- WorldCat: E39PBJhhm4DgW3D4QTmfmwbDbd